# Edgar Winter
Edgar Holland Winter (Beaumont (Texas), 28 december 1946) is een Amerikaans zanger en multi-instrumentalist. Hij bespeelt onder meer de saxofoon en diverse toetseninstrumenten. Zijn eerste succes als muzikant bereikte hij in de jaren zestig, toen hij zijn oudere broer, Johnny Winter, begeleidde. Zij traden samen op tijdens het Woodstock-festival. Edgar Winter richtte The Edgar Winter Group op en scoorde in 1973 een Amerikaanse nummer één-hit met het instrumentale rocknummer "Frankenstein". Edgar Winter speelt ook saxofoon op het nummer Paradise by the Dashboard Light van Meat Loaf.

## Discografie
- Entrance (1970)
- Edgar Winter's White Trash (1971)
- Roadwork (1972)
- They Only Come Out at Night (1972)
- Shock Treatment (1974)
- Jasmine Nightdreams (1975)
- The Edgar Winter Group with Rick Derringer (1975)
- Together (1976)
- Recycled (1977)
- The Edgar Winter Album (1979)
- Standing on Rock (1981)
- Mission Earth (1986)
- Not a Kid Anymore (1994)
- The Real Deal (1996)
- Winter Blues (1999)
- Edgar Winter (2002)
- Jazzin' the Blues (2004)
- Rebel Road (2008)
- Brother Johnny (2022)